# Ficus sarawakensis
Ficus sarawakensis là một loài thực vật có hoa trong họ Moraceae. Loài này được Corner mô tả khoa học đầu tiên năm 1972.